# Estética japonesa
El estudio de la estética japonesa está relacionado con los estándares de lo que se considera gusto o belleza en la cultura japonesa. Considerado como filosofía en las sociedades del occidente, el concepto de estética en Japón es visto como una parte integral de la vida cotidiana. La estética japonesa incluye una variedad de ideales; algunos de estos tradicionales y otros modernos o influenciados por otras culturas.

## Aspectos religiosos
Desde el punto de vista religioso, los ideales de la estética japonesa son influenciados en mayor parte por el Budismo. Por otro lado, después de la introducción de los conceptos occidentales en Japón, estos ideales estéticos han sido reexaminados con valores occidentales, ya sea por los japoneses o por los no-japoneses. Por eso las interpretaciones recientes de los ideales estéticos han sido inevitablemente influenciadas por valores judeocristianos y filosofías occidentales.
Contrario a las tradiciones occidentales, el concepto del Creador (el Dios judeocristiano) no se encuentra en los ideales estéticos japoneses. Los kami (en el sintoísmo) y los budas (en el budismo) no son creadores del mundo o la naturaleza, sino que la naturaleza es vista como una entidad individual para ser admirada y apreciada. La apreciación de la naturaleza ha formado parte fundamental en los ideales estéticos japoneses, así como en las artes y otros elementos culturales. En ese respecto, la noción de "arte" (o su equivalente conceptual) es también diferente de la misma noción en la tradición occidental.  El arte japonés no conquista a la naturaleza de forma rigorosa, en su lugar, trata de incorporar a la naturaleza e incorporarse en la naturaleza.

## Wabi-sabi
Wabi-sabi se refiere a la estética japonesa centrada en la aceptación de lo trascendental.  Este modo de ver se origina en los ideales del Budismo, particularmente en los valores de la imperfección y de lo incompleto, cualidades que son consideradas bellas.

Esta perspectiva involucra un abordaje consciente de la vida cotidiana. Con el paso del tiempo, sus significados se superpusieron y convergieron hasta unificarse en una estética que lo que se encuentra aún en crecimiento o aproximándose a su decadencia o, acaso, en fase de transición. Puede que la serenidad torne observable lo que se desenvuelve transitorio para apreciar el devenir de sus idas y venidas, adoptando un punto de vista que permita distinguir la belleza en lo mundano y lo simple. En la filosofía zen, se detallan siete principios estéticos vinculados al alcance wabi-sabi:
Fukinsei: asimetría, irregularidades;
Kanso: simplicidad;
Koko: minimalismo;
Shizen: desafectado (sin pretensiones), natural;
Yugen: belleza sutilmente profunda, no obvia;
Datsuzoku: libre de convenciones limitantes;
Seijaku: sereno, ameno.
Cada uno de estos principios, presentes en la naturaleza, puede plasmarse en virtudes del carácter humano y de comportamiento apropiado. Recíprocamente, las virtudes y los principios de convivencia podrían emerger de la contemplación de las artes así como de su práctica. Desde esta óptica, la connotación ética de los ideales estéticos se distinguen como faceta crucial de este aporte a la cultura japonesa.

## Iki
La palabra "iki" es generalmente usada en la cultura japonesa para describir las cualidades que son estéticamente atractivas. Aunque se asimila al concepto de "wabi-sabi" en que no se le da importancia a la perfección, "iki" es un término general que incorpora varias características.

## Geidō
"Geidō" se refiere a las artes tradicionales japonesas.  Estas incluyen el "kado" (arreglo floral japonés)J, el "shodō" (caligrafía japonesa)), el "sado" (ceremonia japonesa del te), y el "yakimono" (cerámica japonesa).

## Yūgen
Yūgen (幽玄?) es un concepto importante en la estética japonesa tradicional.  La traducción de la palabra depende del contexto. En los escritos filosóficos chinos "yugen" significa "oscuro", "profundo" y "misterioso". Es lo equivalente en la estética occidental del romanticismo a la sublimidad. En el criticismo de la"Waka " (poesía japonesa), "yugen" ha sido usado para describir la sutil profundidad de las cosas que pueden ser vagamente referidas en esos poemas.  "Yugen" también se puede referir al nombre de un estilo de poesía (uno de los diez estilos ortodoxos delineados por Fujiwara no Teika en sus tratados).  En otros tratados de teatro Noh por Zeami Motokiyo "yugen" se refiere a la gracia y elegancia del vestido y el comportamiento de las damas de la corte.
En teatro, "yugen" se refiere a la interpretación de Zeami como "elegancia refinada" en la actuación de Noh.  también significa "un profundo y misterioso sentido de la belleza del universo... y la triste belleza del sufrimiento humano” (Ortolani, 325). Ortolani, Benito.  The Japanese Theatre. Princeton University Press: Princeton, 1995.